# Toril Førland
Toril Marit Førland (ur. 26 kwietnia 1954 w Oslo) – norweska narciarka alpejska, brązowa medalistka mistrzostw świata. 
Wystartowała na igrzyskach olimpijskich w Sapporo w 1972 roku, gdzie zajęła 9. miejsce w slalomie, 11. w zjeździe i 17. miejsce w gigancie. W rozegranej tam kombinacji wywalczyła brązowy medal. Konkurencja ta była rozgrywana tylko w ramach mistrzostw świata. Wyprzedziły ją jedynie Austriaczka Annemarie Moser-Pröll i Francuzka Florence Steurer. Był to jej jedyny medal wywalczony na międzynarodowej imprezie tej rangi. Podczas rozgrywanych dwa lata później mistrzostw świata w Sankt Moritz zajmowała piąte miejsce w kombinacji, ósme w slalomie i zjeździe oraz dziewiętnaste w gigancie. 
W zawodach Pucharu Świata zadebiutowała w sezonie 1969/1970. Pierwsze punkty wywalczyła 14 marca 1970 roku w Voss, gdzie zajęła siódme miejsce w slalomie. Nigdy nie stanęła na podium zawodów tego cyklu, najbliżej podium była 26 stycznia 1970 roku w Chamonix, kończąc slalom na czwartej pozycji. W walce o trzecie miejsce lepsza okazała się Austriaczka Monika Kaserer. Najwyższą pozycję w klasyfikacji generalnej osiągnęła w sezonie 1972/1973, zajmując 24. miejsce.

## Osiągnięcia

### Igrzyska olimpijskie
| Miejsce | Dzień     | Rok  | Miejscowość | Konkurencja | Czas biegu | Strata | Zwyciężczyni       |
| ------- | --------- | ---- | ----------- | ----------- | ---------- | ------ | ------------------ |
| 11.     | 5 lutego  | 1972 | Sapporo     | Zjazd       | 1:36,68    | +3,57  | Marie-Theres Nadig |
| 17.     | 8 lutego  | 1972 | Sapporo     | Gigant      | 1:29,90    | +4,25  | Marie-Theres Nadig |
| 9.      | 11 lutego | 1972 | Sapporo     | Slalom      | 1:31,24    | +4,52  | Barbara Cochran    |

### Mistrzostwa świata
| Miejsce | Dzień     | Rok  | Miejscowość  | Konkurencja | Czas biegu | Strata     | Zwyciężczyni          |
| ------- | --------- | ---- | ------------ | ----------- | ---------- | ---------- | --------------------- |
| 11.     | 5 lutego  | 1972 | Sapporo      | Zjazd       | 1:36,68    | +3,57      | Marie-Theres Nadig    |
| 17.     | 8 lutego  | 1972 | Sapporo      | Gigant      | 1:29,90    | +4,25      | Marie-Theres Nadig    |
| 9.      | 11 lutego | 1972 | Sapporo      | Slalom      | 1:31,24    | +4,52      | Barbara Cochran       |
| 3.      | 11 lutego | 1972 | Sapporo      | Kombinacja  | 25,64 pkt  | +65,31 pkt | Annemarie Moser-Pröll |
| 19.     | 3 lutego  | 1974 | Sankt Moritz | Gigant      | 1:43,18    | +5,00      | Fabienne Serrat       |
| 8.      | 7 lutego  | 1974 | Sankt Moritz | Zjazd       | 1:50,84    | +2,23      | Annemarie Moser-Pröll |
| 8.      | 8 lutego  | 1974 | Sankt Moritz | Slalom      | 1:34,63    | +2,09      | Hanni Wenzel          |
| 5.      | 8 lutego  | 1974 | Sankt Moritz | Kombinacja  | 20,14 pkt  | +34,38 pkt | Fabienne Serrat       |

### Puchar Świata

#### Miejsca w klasyfikacji generalnej
- sezon 1969/1970: 33.
- sezon 1972/1973: 24.
- sezon 1973/1974: 34.